# 国鉄タキ9700形貨車
国鉄タキ9700形貨車（こくてつタキ9700がたかしゃ）は、かつて日本国有鉄道（国鉄）に在籍した私有貨車（タンク車）である。

## 概要
本形式は、ホルマリン専用の35t 積タンク車として1962年（昭和37年）10月1日に2両（コタキ9700 - コタキ9701）が日本車輌製造にて製作された。
全長 12 m 以下の車の記号番号表記は、特殊標記符号「コ」を前置し「コタキ」と標記する。
本形式の他にホルマリンを専用種別とする形式には、タ3050形（42両）、タム3050形（63両）、タサ5100形（1両）、タキ8000形（28両）、タキ14900形（5両）の5形式が存在した。
落成時の所有者は、日本瓦斯化学工業であった。その後三菱ガス化学に社名変更し、1977年（昭和52年）5月20日に内外輸送へ名義変更された。
1979年（昭和54年）10月より化成品分類番号「96」（有害性物質、毒性のあるもの）が標記された。
車体色は黒色、全長は11,600mm、全幅は2,400mm、全高は3,854mm、台車中心間距離は7,500mm、実容積は32.6m3、自重は16.8t、換算両数は積車5.0、空車1.6であり、台車はベッテンドルフ式のTR41Cである。
1985年（昭和60年）6月10日に2両一緒に廃車となり同時に形式消滅となった。